# 삼킴통증
삼킴통증(odynophagia) 또는 연하통(嚥下痛)은 무언가를 삼키는 도중 느껴지는 통증이다. 통증은 입이나 목구멍에서 나타날 수 있으며 삼킴장애는 동반되기도 하고, 나타나지 않기도 한다. 통증은 지속적으로 나타나거나, 타는 듯하다는 환자도 있으며, 가끔 등으로 퍼져 나가는 쑤시는 듯한 통증을 호소하기도 한다. 삼킴통증으로 인해 체중이 감소하기도 한다. 'Odynophagia'라는 용어는 '통증'을 뜻하는 odyno-와 '먹다'를 뜻하는 phagō가 합쳐져 만들어졌다.

## 원인
삼킴통증은 다음과 같은 환경이나 행동에 의해 발생할 수 있다.
- 아주 뜨겁거나 차가운 음식물
- 특정 약물 복용
- 약물, 담배, 술[4]
- 입, 목, 혀의 외상이나 손상[6]

아래와 같은 특정 질환이 삼킴통증의 원인이 될 수 있다.
- 궤양 (구강염)
- 농양 (인두주위농양)
- 상기도감염증
- 입, 혀, 목의 염증이나 감염 (식도염, 인두염, 편도염, 후두덮개염)[7]
- 구강암, 인후암[8]

## 같이 보기
- 식공포증